# العلاقات البليزية الجنوب إفريقية
العلاقات البليزية الجنوب أفريقية هي العلاقات الثنائية التي تجمع بين بليز وجنوب أفريقيا.

## مقارنة بين البلدين
هذه مقارنة عامة ومرجعية للدولتين:
| وجه المقارنة                                              | بليز         | جنوب أفريقيا |
| --------------------------------------------------------- | ------------ | --- |
| المساحة (كم2)                                             | 22.97 ألف    | 1.22 مليون |
| عدد السكان (نسمة)                                         | 374.68 ألف   | 57.73 مليون |
| الكثافة السكانية (ن./كم²)                                 | 16.31        | 47.32 |
| العاصمة                                                   | بلموبان      | بريتوريا، بلومفونتين، كيب تاون |
| اللغة الرسمية                                             | لغة إنجليزية | لغة إنجليزية، اللغة الأفريقانية، اللغة النديبلي الجنوبية، اللغة السوثو الشمالية، اللغة السوتية، لغة سوازي، اللغة التسونجا، اللغة التسوانية، اللغة الفيندية، اللغة الكوسية، اللغة الزولوية |
| العملة                                                    | دولار بليزي  | راند جنوب أفريقي |
| الناتج المحلي الإجمالي (بليون دولار)                      | 1.84 مليار   | 349.42 مليار |
| الناتج المحلي الإجمالي (تعادل القوة الشرائية) بليون دولار | 3.05 مليار   | 725.91 مليار |
| الناتج المحلي الإجمالي الاسمي للفرد دولار أمريكي          | 4.88 ألف     | 5.72 ألف |
| الناتج المحلي الإجمالي للفرد دولار أمريكي                 | 8.42 ألف     | 13.05 ألف |
| مؤشر التنمية البشرية                                      | 0.715        | 0.666 |
| رمز المكالمات الدولي                                      | +501         | +27 |
| رمز الإنترنت                                              | .bz          | .za |
| المنطقة الزمنية                                           | 00           | ت ع م+02:00، أفريقيا/جوهانسبرغ ‏ |

## منظمات دولية مشتركة
يشترك البلدان في عضوية مجموعة من المنظمات الدولية، منها:
| علم المنظمة | اسم المنظمة                                 | تاريخ انضمام بليز | تاريخ انضمام جنوب أفريقيا |
| ----------- | ------------------------------------------- | ----------------- | ------------------------- |
|             | مؤسسة التنمية الدولية                       | 19 مارس 1982      | 12 أكتوبر 1960            |
|             | يونسكو                                      | 10 مايو 1982      | 4 نوفمبر 1946             |
|             | وكالة ضمان الاستثمار متعدد الأطراف          | 29 يونيو 1992     | 10 مارس 1994              |
|             | الأمم المتحدة                               | 25 سبتمبر 1981    | 7 نوفمبر 1945             |
|             | مجموعة دول أفريقيا والكاريبي والمحيط الهادئ | ?                 | ?                         |
|             | دول الكومنولث                               | ?                 | 11 ديسمبر 1931            |
|             | الفريق المعني برصد الأرض                    | ?                 | ?                         |
|             | الاتحاد البريدي العالمي                     | ?                 | ?                         |
|             | البنك الدولي للإنشاء والتعمير               | 19 مارس 1982      | 27 ديسمبر 1945            |
|             | الاتحاد الدولي للاتصالات                    | 16 ديسمبر 1981    | 1910                      |
|             | منظمة حظر الأسلحة الكيميائية                | ?                 | ?                         |
|             | مؤسسة التمويل الدولية                       | 19 مارس 1982      | 3 أبريل 1957              |
|             | منظمة التجارة العالمية                      | ?                 | 1995                      |
|             | منظمة الشرطة الجنائية الدولية               | ?                 | ?                         |

## وصلات خارجية
- موقع وزارة الخارجية البليزية
- موقع وزارة الخارجية الجنوب أفريقية